# 克罗帕尼
克罗帕尼（義大利語：Cropani），是意大利卡坦扎罗省的一个市镇。总面积43平方公里，人口4326人，人口密度100.6人/平方公里（2009年）。ISTAT代码为079036。